# Veavågen
Veavågen (tidigare Vedavågen) är en kyrkby och tidigare tätort i Karmøy kommun i Rogaland fylke i sydvästra Norge. Orten ligger där fylkesväg 4830 möter fylkesväg 4832 och fylkesväg 4834, på västra sidan av ön Karmøy, nordväst om staden Kopervik och nordöst om staden Åkrehamn. Här finns Veavågens kyrka.
Sedan 2015 räknas bebyggelsen i orten som en del av tätorten Kopervik.
Tidigare har orten tillhört dåvarande Åkra kommun.